# Ingenjör Andrées luftfärd
Ingenjör Andrées luftfärd (El vuelo del águila en castellano) es una película dramática biográfica sueca en coproducción germano-noruega, estrenada en Suecia el 6 de agosto de 1982. Está dirigida por Jan Troell y se basa en la  obra de Per Olof Sundman que dramatiza la historia de la expedición al Ártico de S. A. Andrée de 1897, intento fallido de alcanzar el Polo Norte en globo, en el que murieron los tres miembros de la expedición. La película está protagonizada por Max von Sydow como Salomon August Andrée, Sverre Anker Ousdal como Knut Frænkel y Göran Stangertz como Nils Strindberg. El compositor sueco-holandés Cornelis Vreeswijk interpreta el papel del periodista Lundström.
La película se nominó al Premio de Óscar a la Mejor Película en Lengua Extranjera en la 55.ª edición de los Premios Óscar. Muchas secuencias de la película se utilizaron en el documental de 1997 En frusen dröm, también dirigido por Troell.

## Reparto
- Max von Sydow como Salomon August Andrée
- Göran Stangertz como Nils Strindberg
- Sverre Anker Ousdal como Knut Frænkel
- Clément Harari como Henri Lachambre
- Eva von Hanno como Gurli Linder
- Lotta Larsson como Anna Charlier
- Jan-Olof Strandberg como Nils Ekholm
- Henric Holmberg como Vilhelm Swedenborg
- Ulla Sjöblom como La hermana de Andrée
- Mimi Pollak como Mina Andrée
- Cornelis Vreeswijk como Lundström
- Ingvar Kjellson como Alfred Nobel
- Bruno Sörwing como Óscar II de Suecia
- Åke Wihlney como El Capitán
- Berto Marklund como El doctor del Barco
- Knut Husebø como Fridtjof Nansen
- Allan Schulman como Adolf Erik Nordenskiöld
- Staffan Liljander como El Inventor
- Lasse Pöysti como Fotógrafo
- Peter Schildt como El empleado de Andrée
- Siv Ericks como Señora Assarsson

## Producción
Los primeros borradores del guion se escribieron en 1977, y el mismo año, un equipo formado por Jan Troell, el productor Bengt Forslund, el escritor de la novela Per Olof Sundman y otras personas fueron a Spitsbergen para buscar locaciones. Troell estaba en ese momento en el proceso de postproducción de su película Bang!, y cuando Bang! fue seleccionada para el Festival de Cannes, el plan fue utilizar el festival para atraer inversores. Sin embargo, Bang! tuvo mala crítica y el plan se diluyó,  incluso por parte del Instituto Sueco de Cine. El proyecto quedó en suspenso y Troell se fue a Estados Unidos para dirigir Hurricane, un encargo que le ofrecieron después de que el director previo, Roman Polanski, abandonara repentinamente el país por acusaciones de abuso sexual en Los Ángeles.
Cuando Troell regresó a Suecia y el instituto de cine contaba con Jörn Donner como su nuevo director general, el proyecto se retomó. En mayo de 1979 comenzó la reescritura del guíonn, esta vez dirigido por Georg Oddner y Klaus Rifbjerg, con el propio Donner como productor. La financiación fue difícil, sobre todo porque coincidió con la realización de Fanny y Alexander, de Ingmar Bergman, en ese momento la película sueca más cara jamás realizada. Sin embargo, Troell dijo que consideraba las caras imágenes de la película como un "fondo" y que lo que le entusiasmó del texto fue el dramatismo de la expedición y los personajes de Andrée y sus camaradas".

## Estreno y crítica
La película se estrenó el 26 de agosto de 1982 en Gränna, la ciudad natal de Andrée. Se inscribió en el Festival de Cine de Venecia de 1982, donde Max von Sydow ganó el Premio Pasinetti al Mejor Actor. Se editaron una versión en VHS en Suecia en noviembre de 2000 y una edición en Blu-ray, con subtítulos en sueco e inglés, el 9 de octubre de 2017.
La crítica sueca fue en general muy positiva con la película. Elogiaron su detallismo y su fuerza narrativa, que prescindía de los caprichos líricos aparecidos en algunas de sus películas anteriores".
A nivel internacional, la película también fue bien recibida. Vincent Canby expresó en una reseña para The New York Times que le gustaría saber más sobre qué partes de la historia se derivaron directamente del diario de Andrée y cuáles eran especulaciones. Además, escribió que la película "deja muchas preguntas sin respuesta. Hacia el final de la expedición, el drama personal de los tres hombres, cuando son superados por el destino, se detalla con un una intensidad que es tan conmovedora como espectaculares son las secuencias anteriores ".